# Pan esenio

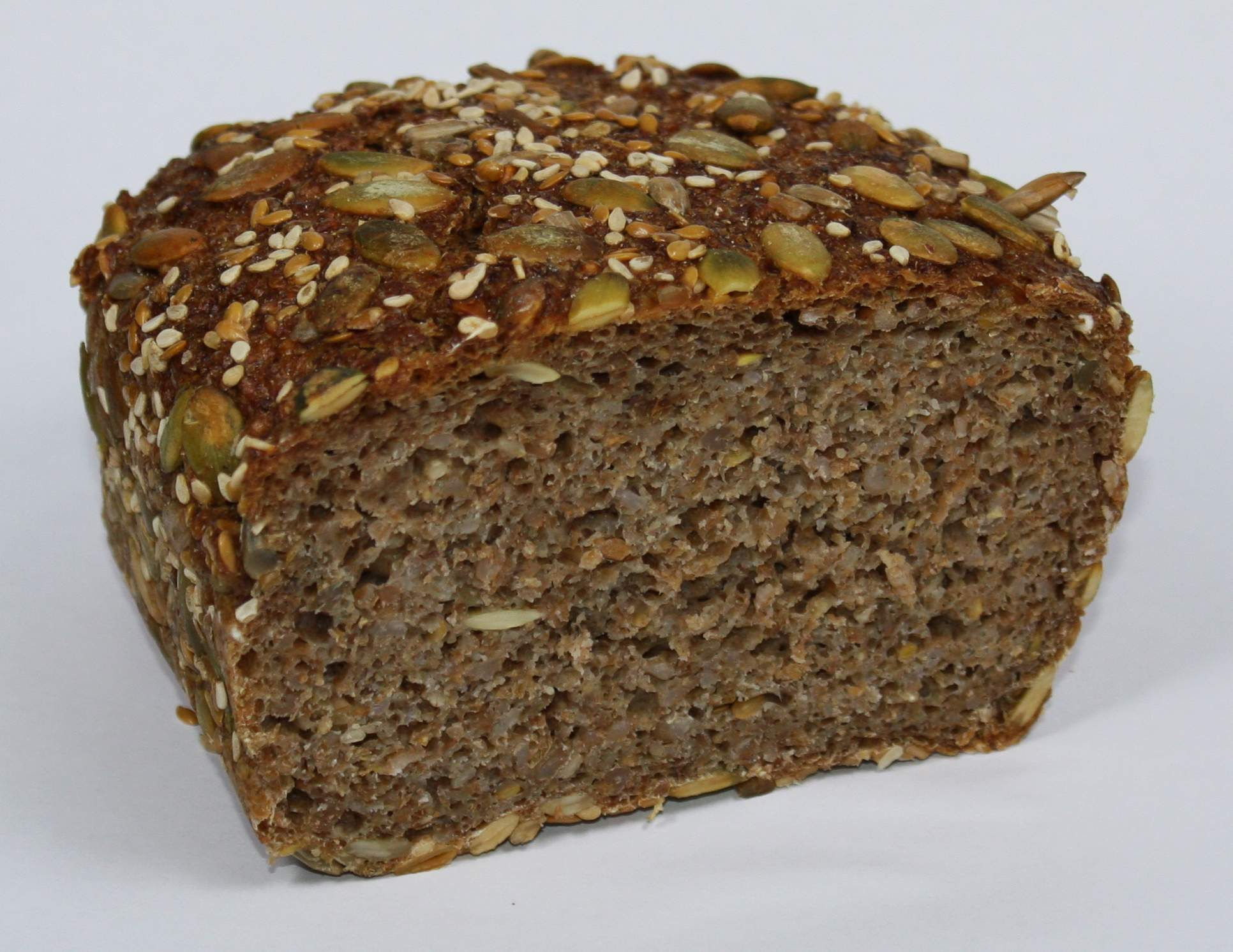
Pan esenio que contiene un 70 % de centeno germinado y 30 % de espelta.

El pan esenio es una preparación culinaria ancestral hecha a partir de semillas germinadas mezcladas (para formar una masa como la del pan tradicional) y deshidratadas a baja temperatura, bien al sol, en un deshidratador o al horno a baja temperatura.

## Historia
El origen del pan esenio, y su denominación, proviene de los esenios que, hace más de 2.000 años en Judea, preparaban este alimento sin cocinar, por mera deshidratación al sol.

## Confección
El pan esenio se obtiene primero remojando los cereales hasta obtener la germinación. Una vez germinados, los granos se trituran en una batidora para forma una pasta que fermentará de forma natural, sin nunca llegar a calentarse más de 80 °C. Esta ausencia de cocción conserva todos los nutrientes del pan así obtenido.